# Kvasica
Kvasica je naselje v Občini Črnomelj, blizu Dragatuša.
Ob cesti na robu vasi stoji izjemen spomenik na spopad med drugo svetovno vojno. Avtor spomenika, izklesanega iz kraške skale, je Jakob Savinšek. Posvečen je zmagi IV. narodnoosvobodilne udarne hrvaške brigade, ki je 22. septembra 1942 uničila italijansko vojaško kolono, ki je štela več kot 100 vojakov. Na italijanski strani je padlo več kot 50 vojakov, partizani pa so izgubili dva borca.